# Elpidite
L’elpidite est un minéral de la classe des silicates. C'est un dimorphe de la yusupovite. Le nom vient du grec ‘’elpis’’ qui signifie espoir, faisant allusion à l'espoir de découvrir d'autres minéraux intéressants dans la localité type.

## Caractéristiques
L'elpidite est un silicate de formule chimique Na2ZrSi6O15·3H2O. Elle cristallise dans le système orthorhombique. Sa dureté sur l'échelle de Mohs est de 5.

## Classification
Selon la classification de Nickel-Strunz, l'elpidite appartient à "09.DG - Inosilicates avec 3 chaînes simples et multiples périodiques", avec les minéraux suivants : bustamite, ferrobustamite, pectolite, sérandite, wollastonite, wollastonite-1A, cascandite, plombiérite, clinotobermorite, riversidéite, tobermorite, foshagite, jennite, paraumbite, umbite, sørensenite, xonotlite, hillebrandite, zorite, chivruaïte, haineaultite, épididymite, eudidymite, fénaksite, litidionite, manaksite, tinaksite, tokkoïte, senkevichite, canasite, fluorcanasite, miserite, frankaménite, charoïte, yuksporite et eveslogite.

## Formation et gisements
L'elpidite a été décrite sur tous les continents à l'exception de l'Amérique du Sud et l'Océanie.
Elle a été découverte dans la pegmatite de Narsaarsuk, plateau de Narsaarsuk, près du village d'Igaliku, dans la district de Narsaq, "commune" de Kujalleq au sud du Groenland.